# ATP Challenger Halifax
Der ATP Challenger Halifax (offiziell: Halifax Challenger) war ein Tennisturnier, das 1992 einmal in Halifax, Kanada, stattfand. Es gehörte zur ATP Challenger Tour und wurde im Freien auf Hartplatz gespielt.

## Liste der Sieger

### Einzel
| Jahr | Sieger           | Finalgegner | Ergebnis |
| ---- | ---------------- | ----------- | -------- |
| 1992 | Sébastien Lareau | David Kass  | 7:5, 7:6 |

### Doppel
| Jahr | Sieger                         | Finalgegner                    | Ergebnis      |
| ---- | ------------------------------ | ------------------------------ | ------------- |
| 1992 | Ellis Ferreira Richard Schmidt | Mårten Renström Christian Ruud | 4:6, 6:1, 6:4 |